# Alexis Wawanoloath
Pour les articles homonymes, voir Wawanoloath.
Alexis Wawanoloath est un avocat et un ancien homme politique, né le 9 juillet 1982 à Val-d'Or au Québec. Il a représenté la  circonscription d'Abitibi-Est à l'Assemblée nationale du Québec sous la bannière du Parti québécois de 2007 à 2008. Il est le premier autochtone élu à l'Assemblée nationale depuis l'obtention du droit de vote des Premières Nations en 1969 et deuxième autochtone québécois à siéger à son parlement. Il est depuis 2021 avocat en droit des peuples autochtones chez Neashish & Champoux s.e.n.c. 

## Biographie
Élu député le 26 mars 2007 en défaisant le député sortant et ministre libéral Pierre Corbeil, Alexis Wawanoloath est devenu le premier autochtone à siéger à l’Assemblée nationale depuis l’obtention du droit de vote par les Premières Nations en 1969. 
Alexis Wawanoloath est Abénakis de par sa mère (l'artiste Christine Sioui-Wawanoloath) et Québécois de par son père, Gaston Larouche, qui réside à Val-d'Or où l'ancien député a été élevé. Engagé dès son plus jeune âge au sein de sa communauté, il est actif au sein du mouvement des Centres d’amitié autochtone de l’Abitibi, du Québec et du Canada. Il a notamment été vice-président du conseil d’administration du Centre d'amitié autochtone de Val-d'Or, membre de son conseil des jeunes, ainsi que représentant des jeunes autochtones en milieu urbain au conseil d’administration du Regroupement des centres d'amitié autochtones du Québec et au Conseil des jeunes de l’Assemblée des Premières Nations du Québec et du Labrador, où il siège à la table des chefs.
Sur la scène canadienne, Alexis Wawanoloath est jusqu’en 2007 président du conseil des jeunes autochtones à l’Association nationale des centres d’amitié. Il occupa également, jusqu’au 26 mars 2007, un poste d’administrateur au conseil d’administration du Forum jeunesse de l’Abitibi-Témiscamingue.
Issu du milieu social et communautaire, Alexis Wawanoloath est diplômé en éducation à l’enfance autochtone, et occupe un emploi dans ce domaine en 2005 au CPE Abinodjic Miguam. Il obtient en septembre 2005, un poste de technicien en travail social aux écoles Saint-Sauveur et Saint-Joseph de la Commission scolaire de l'Or-et-des-Bois, poste qu’il occupe jusqu’à son élection.
Durant son mandat de député il met sur pied des consultations thématiques qui se tiennent tous les mois, lui permettant ainsi de tâter le pouls de ses concitoyens et concitoyennes.
Lors de l'élection générale québécoise de 2008 il est défait par Pierre Corbeil, qu'il avait battu en 2007.
Il a été directeur de la Commission Kijîtowin et bien-être social de Lac Simon (développement des ressources humaines) de octobre 2009 à octobre 2012.
Anciennement conseiller au Conseil des Abénakis d'Odanak .
Il complète par la suite des études en droit à l'Université de Sherbrooke. 
En juin 2021, après un baccalauréat en droit, un J.D. et l’école du Barreau, il devient avocat et est spécialiste en droit des peuples autochtones chez Neashish & Champoux s.e.n.c. Il est également chargé de cours en droit des peuples autochtones à la faculté de droit de l’Université Laval. Alexis Wawanoloath s’intéresse aussi au monde des communications ; il est collaborateur à Noovo Le Fil, au Débatteurs de Noovo et co-anime l’émission de radio hebdomadaire Kwé-Bonjour au Canal M.